# Бахандас (Порторико)
Бахандас (шп. Bajandas) град је у америчкој острвској територији Порторико, острвској држави Кариба.

## Демографија
По попису из 2010. године број становника је 1.309, што је 109 (-7,7%) становника мање него 2000. године.
| Група             | 2000.         | 2010.         |
| Белци             | 7 (0,5%)      | 7 (0,5%)      |
| Афроамериканци    | 137 (9,7%)    | 371 (28,3%)   |
| Азијати           | 0 (0,0%)      | 0 (0,0%)      |
| Хиспаноамериканци | 1.408 (99,3%) | 1.300 (99,3%) |
| Укупно            | 1.418         | 1.309         |